# Древо (энциклопедия)
Открытая православная энциклопедия «Древо» — некоммерческий вики-проект сосредоточенный на тематике православия, но так-же освежающий тематику других религий и сект. В основном содержит информацию об известных деятелях православия, о монастырях и храмах.

## История
Впервые проект был открыт 1 мая 2005-го года и был частью интернет-форума «Православная беседа». Сначала проект пытались создать на движке MediaWiki, но по итогу был создан собственный движок — DrevoWiki. Позже у проекта была создана собственная новостная лента, которая передавала сообщения новостных агентств по церковно-исторической тематике. Были созданы приложения в App Store а затем и Google Play которые позволяли читать энциклопедию не выходя в интернет. Энциклопедия «Древо» победила в Всероссийском конкурсе сайтов «Позитивный контент 2012». Однако 2022-й встретил проект большими проблемами: начался суд над Александром Ивановым по статье за дискредитацию ВС РФ
С сожалением должен объявить о временной приостановке работы новостного раздела нашего сайта. 15 лет мы старались собирать в единую новостную ленту самые важные религиозные новости, старались быть объективными, не замалчивали проблемы, не обходили острые темы. Однако в настоящих условиях перепечатка "неправильной" с точки зрения властей информации может иметь для меня, как владельца сайта, печальные последствия, а поддерживать причесанную и прилизанную ленту "правильных" новостей я не хочу и не буду. Поэтому я вынужден временно приостановить работу новостного раздела до наступления лучших времен. Сама энциклопедия продолжает работу в штатном режимеАлександр Иванов

## Коммерция
Сам проект не имеет рекламы или непосредственно встроенных покупок. Однако существует возможность поддержать проект осуществив разовый платёж или оформив подписку. Такие приобретения не открывают какого-либо нового функционала, но поддерживают проект и дают участнику статус спонсора

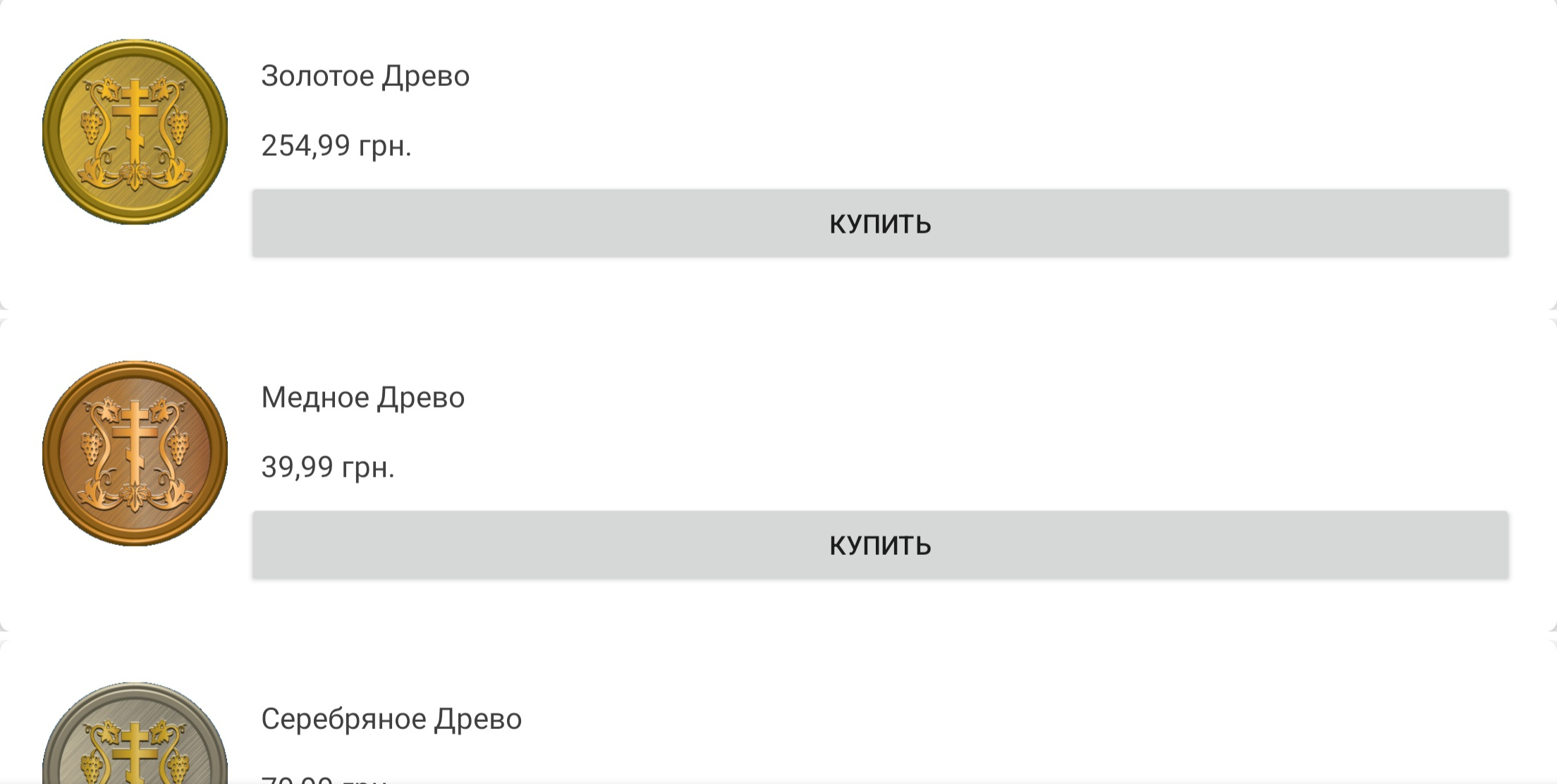
Скриншот раздела «Покупки и подписки» в приложении Древо на Google Play